# Ред-Лейк-Фолс (Миннесота)
Ред-Лейк-Фолс (англ. Red Lake Falls) — город в округе Ред-Лейк, штат Миннесота, США. На площади 5,5 км² (5,5 км² — суша, водоёмов нет), согласно переписи 2002 года, проживают 1590 человек. Плотность населения составляет 289,5 чел./км².
- Телефонный код города — 218
- Почтовый индекс — 56750
- FIPS-код города — 27-53476[4]
- GNIS-идентификатор — 0649866[5]